# Olia Lialina
Olia Lialina (ros. Оля Лялина, ur. 4 maja 1971 w Moskwie) – rosyjska artystka i teoretyczka internetowa, krytyk i kurator filmów eksperymentalnych i wideo.

## Życiorys
Lialina ukończyła studia w 1993 roku na kierunku krytyki filmowej i dziennikarstwa na Moskiewskim Uniwersytecie Państwowym. Następnie odbyła rezydencje artystyczne na C3 (Budapeszt, 1997) i Villa Waldberta (Monachium, 1998).
W 1994 roku była jednym z założycieli, a później dyrektorem Cine Fantom, klubu kina eksperymentalnego w Moskwie, który założyła wraz z Glebem Aleinikovem, Andrejem Silvestrovem, Borysem Ukhananovem, Inną Kolosovą i innymi.
Lialina wykładała w New Media Lab (Moskwa, 1994), Joint Art Studios (Moskwa, 1995), University of Westminster (Londyn, 1997), MUU (Helsinki, 1997), Kunst Academiet (Trondheim, 1998); Fachhochschule (Augsburg, 1998), Uniwersytecie w Grazu (1998) i Akademie der Bildenden Künste München (Monachium, 1998–99). W 1999 roku Lialina została nauczycielką i dyrektorem kursu w programie New Media Pathway na Merz Akademie w Stuttgarcie.

## Twórczość
Art Teleportacia to internetowa galeria prac Lialiny. Niektóre z jej prac znajdują się w kolekcji grafiki komputerowej w Rose Goldsen Archive of New Media Art na Uniwersytecie Cornell.
- My Boyfriend Came Back From The War[3] (1996). W czarno-białych obrazkach GIF i HTML Lialina tworzy hipertekstową narrację o parze, która spotyka się, gdy mężczyzna wraca z wojny. Kobieta mówi o oszukiwaniu i pojawia się wzmianka o małżeństwie. Całość jest czarno-biała, jest nieliniowa, a historia rozwija się, po kliknięciu w różne słowa i obrazy, podczas gdy klatki dzielą się na dalsze podziały. Użytkownik może wybrać własną ścieżkę.
- Agatha Appears(1997) to historia opowiedziana poprzez title elementy hiperłączy. Man.gif spotyka kobietę.jpeg, wprowadza ją w Internet, zostaje tam teleportowana i nigdy więcej nie jest sama.
- Zombie and Mummy[4] (2001- 2003), Olia Lialina i Dragan Espenschied stworzyli komiks internetowy. Komiks zawierał postacie Zombie, zombie i Mumia, mumię. Każdy komiks został stworzony na Palm Pilocie i miał być celowo przeciętny. Komiksy składały się zwykle z 4 paneli, zaczynając od „Zombie and Mummy…”, po którym następował tytuł komiksu. Historia toczyłaby się dalej, aż do prostego (zwykle) wniosku, a „Koniec” był wyświetlany w postaci bąbelków ociekających krwią. Każdy komiks został umieszczony na stronie internetowej, część własnego dzieła Olii, część zaczerpnięta z innych źródeł. Strony internetowe były zwykle stylizowane na typowe w tamtym czasie witryny typu GeoCities.
- The most beautiful web page[5] (2002), to strona internetowa, która wygląda jak odsyłacz „jakiś wszechświat”. Odsyłacz do strony znajduje się w słowach, które pojawiają się na środku strony i brzmią "NIEKTÓRY WSZECHŚWIAT dla heike, dragan i twojej przeglądarki" po kliknięciu pojawia się nowa strona internetowa, którą należy przewijać za pomocą strony na klawiaturze. Robiąc to, różne kolorowe plamy na czarnym tle wydają się migotać i poruszać. W trakcie przewijania pojawiają się różne obrazy, czasami pojawiają się kolorowe paski, które wyglądają, jakby poruszały się w przeciwnym kierunku niż reszta witryny. Wreszcie na dole strony można zobaczyć pięć obrazów, w tym poziomy pasek błyszczących fioletowych świateł.
- Online Newspapers[6] (2004), to strona internetowa zawierająca różne gazety z całego świata, przeplatane GIF-ami. Istnieje pięć różnych gazet z różnych części świata w kolejności od lewej do prawej.
- Animated GIF Model (2005-2012), to cyfrowe przedstawienie, w którym Olia Lialina rozpowszechnia swój własny obraz w animowanym formacie GIF w sieci WWW. W 2016 roku ta praca została pozyskana ze zbiorów Stedelijk Museum Amsterdam i Museum of the Image (MOTI) Breda, w postaci plików GIF na Tumblr, jako instalacja wideo dla muzeum oraz jako pliki GIF, które należy rozpowszechniać za pośrednictwem mediów społecznościowych. Animowany format pliku GIF odżył na dużą skalę na początku 2010 roku na platformach takich jak Tumblr i 4chan i wszedł do głównego nurtu kultury cyfrowej Facebooka około 2014 roku. Podobnie jak antropolog cyfrowy, Lialina zbiera i bada najważniejsze rodzaje obrazów używanych w Internecie i reinterpretuje je artystycznie.

Olia Lialina regularnie pisze i publikuje o nowych mediach, cyfrowym folklorze, amatorskim lub wernakularnym projektowaniu stron internetowych, wczesnej historii stron domowych i wczesnych konwencjach sieci. Jej eseje, projekty i publikacje obejmują:
- A Vernacular Web. Indigenous and Barbarians[8] (2005), referat na konferencji A Decade of Webdesign (Amsterdam) i esej
- Vernacular Web 2[9] (2007)
- Buerger, Manuel; Espenschied, Dragan; Lialina, Olia; Merz-Akademie (2009). Digital folklore. Stuttgart: Merz & Solitude[10]
- One Terabyte of Kilobyte Age[11] (2011-), projekt z Draganem Espenschiedem. Lialina i Espenschied pobrali całe archiwum Geocities (Geocities zostało zamknięte w 2009 roku) i regularnie i automatycznie publikują zrzuty ekranu stron GeoCities na blogu Tumblr[12]
- Prof. Dr. Style, Vernacular Web 3[13] (2010)
- W 2012 roku Lialina ukuła termin „Turing Complete User” w eseju o tym samym tytule[14]. Utwór został dobrze przyjęty na arenie międzynarodowej i był recenzowany między innymi przez Bruce'a Sterlinga i Cory'ego Doctorowa
- W 2015 r. Przedmowa do Digital Folklore, napisana wspólnie przez Lialinę i Espenschied, została dołączona do zredagowanego fragmentu eseju Lialiny „Turing Complete User” w Mass Effect: Art and the Internet in the Twenty-First Century, wydanym wspólnie przez MIT Prasa i nowe muzeum sztuki współczesnej